# Kúpna hora
Kúpna hora je chráněný areál v oblasti Cerová vrchovina.
Nachází se v katastrálním území města Poltár v okrese Poltár v Banskobystrickém kraji. Území bylo vyhlášeno v roce 2000 na rozloze 16,87 ha. Ochranné pásmo nebylo stanoveno.